# 基沙巴 (帕拉伊巴州)
基沙巴是巴西帕拉伊巴州的一个市镇。总面积117平方公里，总人口1433人，人口密度12.2人/平方公里。